# Видричівська сільська рада
Видричівська сільська рада — адміністративно-територіальна одиниця та орган місцевого самоврядування у Камінь-Каширському районі Волинської області з адміністративним центром у с. Видричі.

## Населені пункти
Сільській раді підпорядковані населені пункти:
- с. Видричі
- с. Дубровиця
- с. Теклине

## Населення
Згідно з переписом УРСР 1989 року чисельність наявного населення сільської ради становила 1611 осіб, з яких 743 чоловіки та 868 жінок.
За переписом населення України 2001 року в сільській раді мешкало 1559 осіб.

### Мова
Розподіл населення за рідною мовою за даними перепису 2001 року:
| Мова       | Відсоток |
| ---------- | -------- |
| українська | 99,81 %  |
| російська  | 0,13 %   |
| білоруська | 0,06 %   |

## Склад ради
Рада складається з 16 депутатів та голови.

## Керівний склад сільської ради
| ПІБ                        | Основні відомості                                                                     | Дата обрання | Дата звільнення |
| -------------------------- | ------------------------------------------------------------------------------------- | ------------ | --------------- |
| Сорока Володимир Федорович | Сільський голова, 1974 року народження, освіта, член Української Народної Партії      | 26.03.2006   | 31.10.2010      |
| Сорока Володимир Федорович | Сільський голова, 1974 року народження, освіта вища, член Української Народної Партії | 31.10.2010   |                 |

Примітка: таблиця складена за даними джерела